# 콘스탄틴 페렌바흐

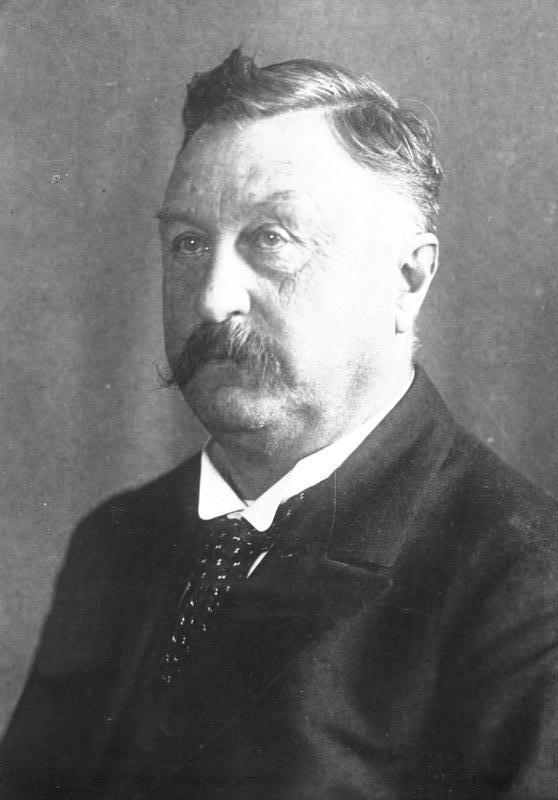
콘스탄틴 페렌바흐

콘스탄틴 페렌바흐(Constantin Fehrenbach, 1852년 1월 11일 ~ 1926년 3월 26일)는 독일의 정치인이다. 중앙당 소속으로 바이마르 공화국 초기인 1920년 6월 25일부터 1921년 5월 21일까지 독일의 총리를 지냈다.